# Lodewijk van Sicilië
Lodewijk van Sicilië (Catania, 4 februari 1338 - Aci Castello, 16 oktober 1355) was de oudste zoon van koning Peter II van Sicilië en regeerde na zijn vaders dood tussen 1342 en 1355 als koning van Sicilië.

## Biografie
Lodewijk van Sicilië was de zoon van Peter II van Sicilië en Elisabeth van Karinthië. Hij werd vrijwel direct na zijn geboorte door zijn vader tot diens erfgenaam verklaard. Op vijfjarige leeftijd overleed de vader van Lodewijk en werd hij koning. Hij was dit aanvankelijk onder het regentschap van zijn oom Jan van Randazzo. Tijdens de regering van Lodewijk van Sicilië werd er in 1347 een verdrag gesloten met het koninkrijk Napels, maar dit werd nooit geratificeerd door paus Clemens VI.
Na de dood van Jan van Randazzo verkreeg Blasco II d'Alagona het regentschap. Kort daarop brak er een burgeroorlog in Sicilië uit tussen de oude Siciliaanse adel en de nieuwe Catalaanse adel. Na ruim een jaar van burgeroorlog werd er een akkoord bereikt tussen de partijen om de vijandelijkheden te staken tot Lodewijk meerderjarig zou worden.
In 1354 werd Lodewijk meerderjarig, maar in dat zelfde jaar viel het koninkrijk Napels het eiland met een kleine vloot onder leiding van Niccolò Acciaioli aan en wisten de Napolitanen Palermo te veroveren. Lodewijk ondernam persoonlijk actie om Palermo terug te veroveren, maar op de terugweg raakte hij besmet met de Zwarte Dood. Hij overleed op 16 oktober op zeventienjarige leeftijd en werd bijgezet in de Kathedraal van Catania. Zijn broer Frederik volgde hem op.

## Huwelijk en kinderen
Lodewijk trouwde nooit, maar verwekte wel twee buitenechtelijke kinderen, Antionio en Luigi. Die groeiden op aan het koninklijk hof in Barcelona.

## Voorouders
| Voorouders van Lodewijk van Sicilië | Voorouders van Lodewijk van Sicilië                                         | Voorouders van Lodewijk van Sicilië                                         | Voorouders van Lodewijk van Sicilië                                         | Voorouders van Lodewijk van Sicilië                                         | Voorouders van Lodewijk van Sicilië                                           | Voorouders van Lodewijk van Sicilië                                           | Voorouders van Lodewijk van Sicilië                                           | Voorouders van Lodewijk van Sicilië                                           |
| ----------------------------------- | --------------------------------------------------------------------------- | --------------------------------------------------------------------------- | --------------------------------------------------------------------------- | --------------------------------------------------------------------------- | ----------------------------------------------------------------------------- | ----------------------------------------------------------------------------- | ----------------------------------------------------------------------------- | ----------------------------------------------------------------------------- |
| Overgrootouders                     | Peter III van Aragón (1239-1285) ∞ Constance van Sicilië (1249-1302)        | Peter III van Aragón (1239-1285) ∞ Constance van Sicilië (1249-1302)        | Karel II van Napels (1254-1309) ∞ 1270 Maria van Hongarije (1257-1323)      | Karel II van Napels (1254-1309) ∞ 1270 Maria van Hongarije (1257-1323)      | Meinhard II van Gorizia-Tirol (1238-1295) ∞ Elisabeth van Beieren (1227–1273) | Meinhard II van Gorizia-Tirol (1238-1295) ∞ Elisabeth van Beieren (1227–1273) | Hendrik V van Liegnitz (1248-1296) ∞ Elisabeth van Kalisz (1263-1304)         | Hendrik V van Liegnitz (1248-1296) ∞ Elisabeth van Kalisz (1263-1304)         |
| Grootouders                         | Jacobus II van Aragón (1267-1327) ∞ Blanca van Anjou (1280-1310)            | Jacobus II van Aragón (1267-1327) ∞ Blanca van Anjou (1280-1310)            | Jacobus II van Aragón (1267-1327) ∞ Blanca van Anjou (1280-1310)            | Jacobus II van Aragón (1267-1327) ∞ Blanca van Anjou (1280-1310)            | Otto II van Karinthië (1265-1310) ∞ Euphemia van Silesia-Liegnitz (1281-1347) | Otto II van Karinthië (1265-1310) ∞ Euphemia van Silesia-Liegnitz (1281-1347) | Otto II van Karinthië (1265-1310) ∞ Euphemia van Silesia-Liegnitz (1281-1347) | Otto II van Karinthië (1265-1310) ∞ Euphemia van Silesia-Liegnitz (1281-1347) |
| Ouders                              | Peter II van Sicilië (1304-1342) ∞ 1322 Elisabeth van Karinthië (1298–1352) | Peter II van Sicilië (1304-1342) ∞ 1322 Elisabeth van Karinthië (1298–1352) | Peter II van Sicilië (1304-1342) ∞ 1322 Elisabeth van Karinthië (1298–1352) | Peter II van Sicilië (1304-1342) ∞ 1322 Elisabeth van Karinthië (1298–1352) | Peter II van Sicilië (1304-1342) ∞ 1322 Elisabeth van Karinthië (1298–1352)   | Peter II van Sicilië (1304-1342) ∞ 1322 Elisabeth van Karinthië (1298–1352)   | Peter II van Sicilië (1304-1342) ∞ 1322 Elisabeth van Karinthië (1298–1352)   | Peter II van Sicilië (1304-1342) ∞ 1322 Elisabeth van Karinthië (1298–1352)   |
| Lodewijk van Sicilië (1338-1355)    |                                                                             |                                                                             |                                                                             |                                                                             |                                                                               |                                                                               |                                                                               |                                                                               |